# Кубок Німеччини з футболу 1990—1991
Кубок Німеччини з футболу 1990—1991 — 48-й розіграш кубкового футбольного турніру в Німеччині, 39 кубковий турнір (останній до возз'єднання Німеччини) на території Федеративної Республіки Німеччина після закінчення Другої світової війни. У кубку взяли участь 64 команди. Переможцем кубка Німеччини вдруге став Вердер.

## Другий раунд
| Команда 1                            | Рахунок | Команда 2                            |
| ------------------------------------ | ------- | ------------------------------------ |
| 2 листопада 1990                     |         |                                      |
| Вердер                               | 2:0     | Санкт-Паулі                          |
| 3 листопада 1990                     |         |                                      |
| Фюрт (3)                             | 0:1     | Саарбрюкен (2)                       |
| Гільден-Норд (3)                     | 0:4     | Пройсен Мюнстер (2)                  |
| Шальке 04 (2)                        | 4:0     | Айнтрахт (Брауншвейг) (2)            |
| Баєр 04                              | 0:1     | Баєр 05 Юрдінген                     |
| Айнтрахт (Франкфурт-на-Майні)        | 0:0 дч  | Нюрнберг                             |
| Карлсруе СК                          | 0:2     | Штутгарт                             |
| Кайзерслаутерн                       | 1:2     | Кельн                                |
| Фортуна (Дюссельдорф)                | 0:0 дч  | Бляу-Вайс 1890 (Західний Берлін) (2) |
| Герта (Західний Берлін)              | 1:2     | Дуйсбург (2)                         |
| Ганновер 96 (2)                      | 0:0 дч  | Гамбург                              |
| 4 листопада 1990                     |         |                                      |
| Вайнгайм (3)                         | 1:3     | Рот-Вайс (Ессен) (2)                 |
| Ремшайд (3)                          | 1:0     | Боруссія (Менхенгладбах)             |
| Гессен (Кассель) (3)                 | 3:2     | Штутгартер Кікерс (2)                |
| Меппен (2)                           | 2:0     | Вальдгоф (2)                         |
| Оснабрюк (2)                         | 1:2 дч  | Ваттеншайд 09                        |
| 13 листопада 1990 (перегравання)     |         |                                      |
| Нюрнберг                             | 0:2 дч  | Айнтрахт (Франкфурт-на-Майні)        |
| Бляу-Вайс 1890 (Західний Берлін) (2) | 1:0     | Фортуна (Дюссельдорф)                |
| Гамбург                              | 2:1     | Ганновер 96 (2)                      |

## Третій раунд
| Команда 1                     | Рахунок | Команда 2                            |
| ----------------------------- | ------- | ------------------------------------ |
| 30 листопада 1990             |         |                                      |
| Вердер                        | 3:1     | Шальке 04 (2)                        |
| Пройсен Мюнстер (2)           | 0:1     | Штутгарт                             |
| Баєр 05 Юрдінген              | 4:2 дч  | Рот-Вайс (Ессен) (2)                 |
| 1 грудня 1990                 |         |                                      |
| Кельн                         | 1:0     | Меппен (2)                           |
| Дуйсбург (2)                  | 3:2 дч  | Бляу-Вайс 1890 (Західний Берлін) (2) |
| Саарбрюкен (2)                | 0:0 дч  | Айнтрахт (Франкфурт-на-Майні)        |
| Гамбург                       | 1:2     | Ваттеншайд 09                        |
| 2 грудня 1990                 |         |                                      |
| Ремшайд (3)                   | 2:3 дч  | Гессен (Кассель) (3)                 |
| 5 березня 1991 (перегравання) |         |                                      |
| Айнтрахт (Франкфурт-на-Майні) | 3:2 дч  | Саарбрюкен (2)                       |

## Чвертьфінали
| Команда 1                     | Рахунок | Команда 2     |
| ----------------------------- | ------- | ------------- |
| 28 березня 1991               |         |               |
| Баєр 05 Юрдінген              | 1:4     | Дуйсбург (2)  |
| 30 березня 1991               |         |               |
| Айнтрахт (Франкфурт-на-Майні) | 3:1     | Ваттеншайд 09 |
| Кельн                         | 1:0 дч  | Штутгарт      |
| Гессен (Кассель) (3)          | 0:2     | Вердер        |

## Півфінали
| Команда 1                     | Рахунок | Команда 2                     |
| ----------------------------- | ------- | ----------------------------- |
| 23 квітня 1991                |         |                               |
| Дуйсбург (2)                  | 0:0 дч  | Кельн                         |
| 25 квітня 1991                |         |                               |
| Айнтрахт (Франкфурт-на-Майні) | 2:2 дч  | Вердер                        |
| 7 травня 1991 (перегравання)  |         |                               |
| Кельн                         | 3:0     | Дуйсбург (2)                  |
| 8 травня 1991 (перегравання)  |         |                               |
| Вердер                        | 6:3     | Айнтрахт (Франкфурт-на-Майні) |

## Фінал
| 22 червня 1991 19:30 (CET) |

| Вердер                                        | 1:1 дч   | Кельн                                     |
| --------------------------------------------- | -------- | ----------------------------------------- |
| Айльтс 48'                                    | Протокол | Банах 62'                                 |
|                                               | Пенальті |                                           |
| Аллофс · Руфер · Братсет · Гарттген · Боровка | 4:3      | Рудий · Хігль · Літтбарскі · Банах · Гетц |

| Олімпіаштадіон, Берлін Глядачів: 73 000 Арбітр: Арон Шмідгубер |